# 39 Возничего
39 Возничего (лат. 39 Aurigae, HD 41074) — одиночная звезда в созвездии Возничего на расстоянии приблизительно 162 световых лет (около 50 парсеков) от Солнца. Видимая звёздная величина звезды — +5,9m. Возраст звезды оценивается как около 603 млн лет.

## Характеристики
39 Возничего — жёлто-белая звезда спектрального класса F1V или F0. Масса — около 1,45 солнечной, радиус — около 1,96 солнечных, светимость — около 8,586 солнечных. Эффективная температура — около 7064 К.